# Srednjeevropski program za izmenjavo študentov in profesorjev
Srednjeevropski program za izmenjavo študentov in profesorjev (Central European Exchange Program for University Studies – CEEPUS) je regionalni program, ki deluje od marca 1995.
Za razliko od programa Erasmus+ združuje univerze srednje in vzhodne Evrope. Spodbuja mobilnost študentov in profesorjev iz Albanije, Avstrije, Bolgarije, BiH, Češke, Črne gore, Hrvaške, Kosova, Madžarske, Severne Makedonije, Moldavije, Poljske, Romunije, Slovaške, Slovenije in Srbije.
Deluje na osnovi mrež, ki jo morajo sestavljati vsaj tri izobraževalne institucije. Gostovanje poteka znotraj njih, sredstva za štipendijo CEEPUS zagotovi država gostiteljica.
Centralni urad CEEPUS-a je na Dunaju. Generalni sekretar CEEPUS-a je Michael Schedl.

## Zunaje povezave
- uradna spletna stran (angleščina)